# Sailly-lez-Cambrai
Sailly-lez-Cambrai là một xã ở tỉnh Nord ở miền bắc nước Pháp. Xã này có diện tích 3,28 km², dân số năm 1999 là 441 người. Khu vực này có độ cao trung bình 85 mét trên mực nước biển.